# City of Warrnambool
City of Warrnambool är en kommun i Australien. Den ligger i delstaten Victoria, omkring 220 kilometer väster om delstatshuvudstaden Melbourne. Antalet invånare var 33 655 vid folkräkningen 2016.
Utöver huvudorten Warrnambool finns även samhällena Allansford och Dennington i City of Warrnambool.